# ماکی
ماکی (انگلیسی: Mākii؛ زادهٔ ۲۳ اوت ۱۹۸۷) خواننده، موسیقی‌دان، ترانه‌پرداز اهل ژاپن است.